# O-Krezol
Orto-krezol (2-metilfenol) je fenol sa formulom .
On je izomer -krezola, -krezola i anizola. Krezoli su široko rasprostranjeni u prirodi. Njihova tačka topljenja je blizo sobne temperature. Poput drugih tipova fenola, oni se sporo oksiduju pri dugotrajnom izlaganju vazduhu. Nečistoće često daju krezolima žućkastu boju.

## Spoljašnje veze
- Архивирано на веб-сајту  (11. октобар 2008)